# Adoración de los pastores (Zurbarán)
Adoración de los Pastores es el tema de un cuadro de Francisco de Zurbarán, que compone la referencia 122 en el catálogo razonado y crítico, realizado por Odile Delenda, historiadora del arte especializada en este pintor.

## Introducción
La representación de la adoración de los pastores, en el retablo del altar mayor de la cartuja de Jerez, era lógica, ya que tres de los otros lienzos del retablo estaban también dedicados a la infancia de Jesús. Este pasaje evangélico fue muy tratado en el arte cristiano, casi desde su principio. En este lienzo, Zurbarán sigue una innovación iconográfica surgida en Italia, que combina dos episodios del evangelio de Lucas: Lc 2:15-20 —Adoración de los pastores— y Lc 2 :13-14, que representa —en un rompimiento de gloria— a los ángeles de la anunciación a los pastores trasladados al pesebre de Belén, donde siguen cantando alabanzas a Dios. La situación central del Niño Jesús como fuente de luz tiene un claro precedente en la adoración de los pastores de Correggio.

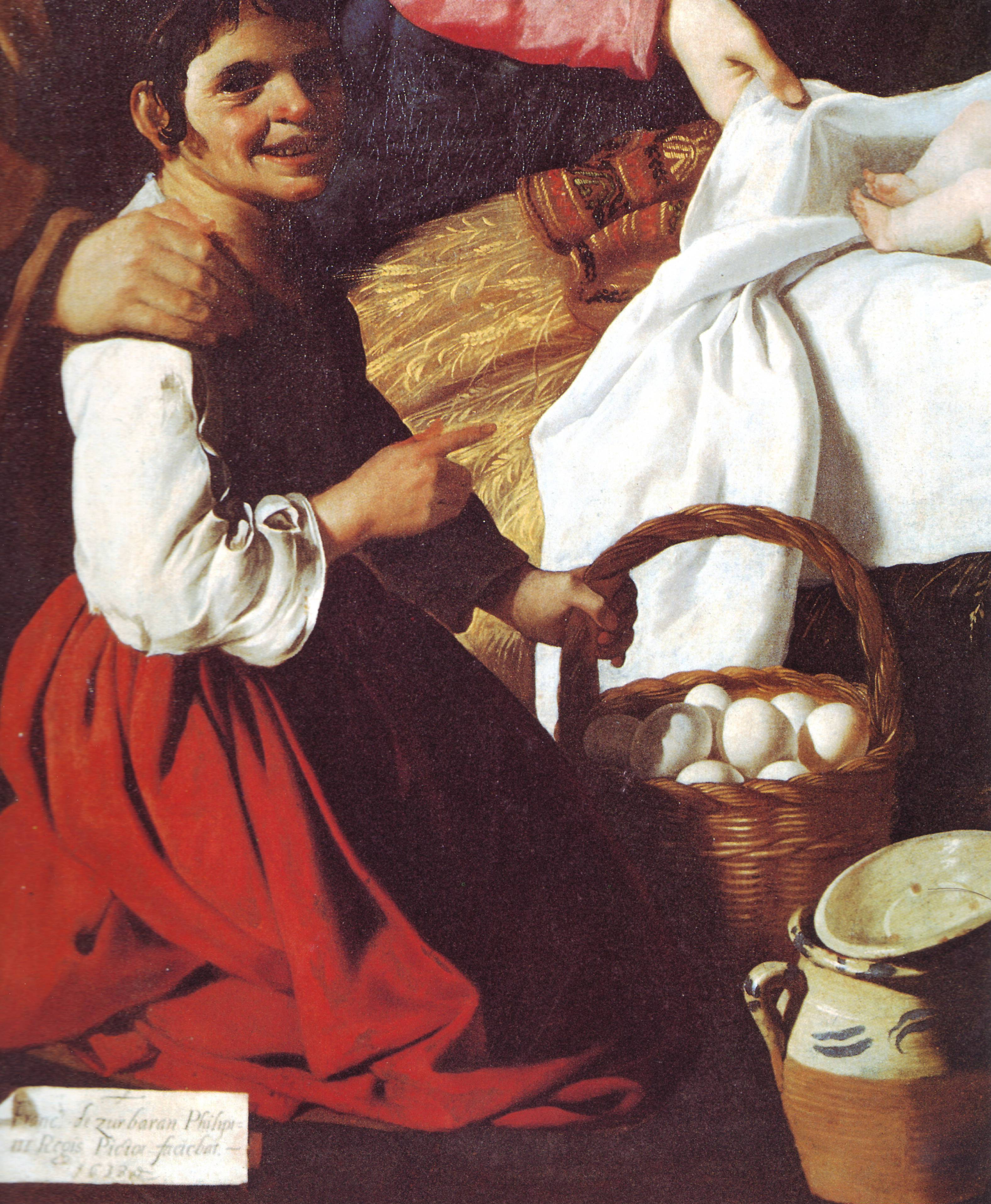
Detalle de la parte inferior izquierda, con detalles casi hiperrealistas y una cartela con la fecha de realización del lienzo y la firma del pintor.

## Análisis de la obra

### Datos técnicos y registrales
- Originariamente, en el compartimento de la derecha del primer cuerpo del retablo del altar mayor de la Cartuja de Jerez de la Frontera.
- Actualmente en el Museo de Grenoble (Inv. n° 560)
- Pintura al óleo sobre lienzo, 267 x 185 cm (266 x 185 cm según el Museo);[4]
- Firmado y fechado, abajo a la izquierda en la Cartela: Franc.o de Zurbaran Philipi/III Regis Pictor. faciebat./1638 ad —En la inscripción Philipi/III debe faltar una "I", ya que en 1638 reinaba Felipe IV—[5]
- Catalogado por Odile Delenda con el número 122, y por Tiziana Frati con el 250.[6]

### Descripción de la obra
Tanto los personajes como los accesorios, están dispuestos de forma coherente y perfectamente legible, con un estilo más tenebrista que el de los otros lienzos del retablo. La parte inferior de la composición queda inscrita en dos triángulos, uno dentro del otro. La Virgen y san José ocupan la mayor parte del centro —en el triángulo interior— y los pastores están a derecha e izquierda, algunos en segundo término, formando uno de los lados del triángulo mayor, El efecto de profundidad no se logra a través de la perspectiva, sino por una cuidadosa gradación del volumen y del color.
El pintor representa a María y a José como gentes del pueblo, con ropas modestas y actitudes sencillas y graves. José presenta una varonil apostura, y María —de hermoso rostro— destaca por la discreta gracia con que levanta las mantillas del hermosísimo Niño. Estas características son las únicas diferencias de la Sagrada Familia con respecto a los pastores que, a pesar de su rusticidad, están tratados con gran dignidad. Zurbarán representa los elementos accesorios con una especie de hiperrealismo, con un hermoso bodegón en la parte inferior izquierda.

## Procedencia
1. Cartuja de Jerez de la Frontera, 1638/40-1810;
2. París, Musée Napoleon, 1813-1815 (inv. 1813, n° 380);
3. Madrid, Real Museo, 1815-1816 (en caja);
4. Monasterio de Santa María de El Paular, 1817-1819 (?);
5. Madrid, Real Academia de Bellas Artes de San Fernando, 1819-1824;
6. Real Academia Provincial de Bellas Artes de Cádiz, diciembre de 1835-junio de 1837;
7. Vendido en 40.000 reales al barón Taylor por José Cuesta de Sevilla por intermediación de Antonio Mesa, 20 de junio de 1837;
8. Real Orden autorizando la venta, 9 de julio de 1837;
9. París, Galería española de Luis Felipe, 1838-1848, n° 328 (1), n° 338 (4);
10. París, almacenes del Louvre, 1848-1850;
11. Londres, Christie’s, venta Louis-Philippe, 7 de mayo de 1853, nº 160,
12. Comprado por Colnaghi para el duque de Montpensier (1.700 £ los cuatro lienzos procedentes del retablo);
13. Palacio de San Telmo, Sevilla;,
14. Colección duques de Montpensier 1853-1873;
15. Boston, Atheneum, 1874-1876;
16. Sevilla, Palacio de San Telmo, 1876-1897;
17. Palacio de Villamanrique de la Condesa, colección de la condesa de París, 1897-1900;
18. París, marchante Féral, 1900-1901;
19. Vendido al coronel de Beylié en mayo de 1901 (5.000 FF);
20. Donado al Museo de Grenoble en junio de 1901.[9]